# 苍土镇
苍土乡，是中华人民共和国辽宁省阜新市阜新蒙古族自治县下辖的一个乡镇级行政单位。

## 行政区划
苍土乡下辖以下地区：
东苍土村、西苍土村、上石土村、下石土村、娘娘营子村、下洼子村、王家洼子村、孟可营子村和大北营子村。